# أرتور فري بوليفار
أرتور فري بوليفار (بالإسبانية: Arturo Frei Bolívar)‏ هو محامي وسياسي تشيلي، ولد في 18 نوفمبر 1939 في سانتياغو في تشيلي. حزبياً، نشط في الحزب الديمقراطي المسيحي (تشيلي). وقد انتخب عضو مجلس الشيوخ من شيلي وانتخب عضو مجلس النواب من شيلي.